# Forlorn hope
Forlorn hope – termin wojskowy w krajach anglosaskich określający grupę żołnierzy lub innych walczących, przewodzącą w operacji militarnej o wysokim stopniu ryzyka, np. ataku na okopaną pozycję przeciwnika. Termin pochodzi z niderlandzkiego verloren hoop, co znaczy "stracony huf". W języku francuskim występuje ekwiwalentny termin Les Enfants Perdus, czyli "utracone dzieci".
W czasach ładowanych odprzodowo muszkietów mianem tym określano pierwszą falę żołnierzy szturmujących wyłom w bronionej pozycji wroga podczas oblężenia. Żołnierze ci często byli ranieni lub zabijani, jednakże któremuś mogło udać się przetrwać na tyle długo, aby zdobyć przyczółek, do którego mogły dotrzeć posiłki. Formacja była najczęściej wiedziona przez oficera niskiej rangi, liczącego na awans – jeśliby przetrwał szturm prawie natychmiast bywał awansowany i wynagradzany.